# Ezra Levin
 (avril 2025).
Ezra Philip Levin est un militant politique américain cofondateur de l'organisation progressiste à but non lucratif Indivisible. Il est coauteur de l'ouvrage We Are Indivisible : A Blueprint for Democracy After Trump, publié en 2019. Il est actuellement le codirecteur exécutif d'Indivisible. Ce mouvement d'opposition à Trump prend une influence croissante avec la réélection de Donald Trump à la présidence des États-Unis en janvier 2025, et la position en retrait et sans grande ligne directrice du parti démocrate américain.

## Biographie
Né en 1986, Ezra Levin grandit à Buda, au Texas. Il est juif, diplômé du Carleton College en 2007 et titulaire d'un master de la Woodrow Wilson School of Public and International Affairs de l'université de Princeton en 2013,,.
Ezra Levin commence sa carrière avec AmeriCorps VISTA à San Jose, en Californie, de 2007 à 2008 (programme américain de service national destiné à lutter contre la pauvreté, VISTA est l'acronyme de Volunteers in Service to America.). L'année suivante, il devient directeur politique adjoint d'un membre du Congrès, Lloyd Doggett, un poste qu'il occupe de 2008 à 2011. Il est ensuite directeur associé de la politique fédérale à Prosperity Now de 2012 à 2017, où il se consacre en priorité au sans-abrisme et à la pauvreté. En 2015, il épouse Leah Greenberg.
Fin 2016, Ezra Levin, Leah Greenberg, Jeremy Haile et Angel Padilla, tous anciens membres du personnel du Congrès, créent une publication en ligne Indivisible : A Practical Guide for Resisting the Trump Agenda en réponse à l'élection de Donald Trump à la présidence des États-Unis. Ce guide devient viral et le projet se transforme rapidement en un mouvement progressiste. Ezra Levin et Leah Greenberg créent un site web et encourage leurs partisans à former leurs propres déclinaisons locales du mouvement,. En février 2017, les cofondateurs d'Indivisible forment une organisation 501c3 dénommée Indivisible, Ezra Levin étant désigné comme le premier président d'Indivisible et Leah Greenberg comme vice-présidente. Ezra Levin, ainsi que Leah Greenberg, sont désignés par Time en 2019 comme faisant partie des 100 personnes les plus influentes au monde. Ezra Levin et Leah Greenberg sont sélectionnés par Politico en 2017 et GQ en 2018 pour figurer dans leurs listes annuelles des personnes les plus puissantes et les plus influentes à Washington. Ezra Levin, ainsi, toujours, que Leah Greenberg, sont désignés par Time en 2019 comme faisant partie des 100 personnes les plus influentes au monde.
Donald Trump redevient président des États-Unis en janvier 2025. Indivisible acquiert alors une influence croissante, d'autant plus que le parti démocrate manque dans cette même période de ligne directrice et de figures populaires pour incarner l'opposition à Trump.